# Gymnelia cennocha
Gymnelia cennocha är en fjärilsart som beskrevs av William Schaus 1924. Gymnelia cennocha ingår i släktet Gymnelia och familjen björnspinnare. Inga underarter finns listade i Catalogue of Life.